# Zygmunt Łukaszczyk
Zygmunt Łukaszczyk (ur. 11 czerwca 1961 w Żorach) – polski polityk, samorządowiec i menedżer, w latach 2007–2014 wojewoda śląski, w latach 2014–2016 prezes Katowickiego Holdingu Węglowego.

## Życiorys
Ukończył studia z zakresu fizyki na Wydziale Matematyki, Fizyki i Chemii Uniwersytetu Śląskiego i podyplomowe studia ekonomiczne. W 2012 uzyskał stopień naukowy doktora nauk technicznych.
Przez kilka lat pracował jako nauczyciel w Zespole Szkół Budowlano-Informatycznych w Żorach. W latach 1992–1998 pełnił funkcję prezydenta Żor (w latach 1990–1992 był wiceprezydentem). Następnie przez kilka lat zajmował stanowisko wiceprezesa Jastrzębskiej Spółki Węglowej. Później został prezesem Laboratorium Pomiarowo-Badawczego, spółki powiązanej z JSW. W latach 1998–2002 był przewodniczącym, a od 2006 do 2007 wiceprzewodniczącym rady miejskiej.
W 1993 bez powodzenia kandydował do Sejmu z listy BBWR. Od 2001 związany z Platformą Obywatelską, z której list bezskutecznie ubiegał się m.in. o mandat eurodeputowanego w 2004 i senatora w 2005.
29 listopada 2007 został powołany na stanowisko wojewody śląskiego. 12 grudnia 2011 premier Donald Tusk ponownie powierzył mu funkcję wojewody. 27 lutego 2014 złożył dymisję z tego stanowiska. Jako kandydat na jego następcę wskazany został Piotr Litwa. Ostatecznie zakończył urzędowanie 11 marca 2014.
Od kwietnia 2014 do września 2014 był wiceprezesem ds. rozwoju spółki JSW Koks S.A. (spółki zależnej od Jastrzębskiej Spółki Węglowej). Pod koniec września 2014 został p.o. prezesa, a 20 października tego samego roku prezesem Katowickiego Holdingu Węglowego. Pełnił tę funkcję do czerwca 2016.
Podjął także pracę jako nauczyciel akademicki na Politechnice Śląskiej.

## Odznaczenia
Odznaczony Krzyżem Oficerskim Orderu Odrodzenia Polski (2015).